# Pterolophia koreckae
Pterolophia koreckae là một loài bọ cánh cứng trong họ Cerambycidae.